# VII Reunião Ordinária do Conselho do Mercado Comum
A VII Reunião Ordinária do Conselho do Mercado Comum ocorreu em dezembro de 1994, na cidade de Ouro Preto.

## Participantes
Representando os estados-membros
- Itamar Franco
- Carlos Menem
- Luis Alberto Lacalle
- Juan Carlos Wasmosy Monti

## Decisões
A reunião produziu 18 decisões.